# TVR Sagaris
Der TVR Sagaris ist ein Sportwagen des britischen Automobilhersteller TVR.
Der Sagaris wurde auf der MPH Auto Show im Jahre 2003 vorgestellt. Das fertige Auto wurde das erste Mal 2004 auf der Birmingham Auto Show gezeigt. Noch im selben Jahr stand es bei den Händlern um ca. 50.000 £ zum Verkauf. Basierend auf dem TVR T350 war der Sagaris mit dem Gedanken an Langstreckenrennen konstruiert worden. Diverse Eigenheiten zeigten die Intention von TVR, das Auto in solchen Rennen einzusetzen. Die vielen Lufteinlässe ermöglichte eine Nutzung in Langstreckenrennen ohne tiefgreifende Modifikationen für die Kühlung.
Der TVR-eigene Reihensechszylindermotor (SpeedSix) mit einem Hubraum von 3996 cm³ treibt den Wagen an. Er leistet 296 kW (400 hp) bei 7000/min und gibt bei 5250/min das maximale Drehmoment von 451 N·m ab. Der Motor hat keine Klopfsensoren, sodass 98-ROZ-SuperPlus gefahren werden sollte.
TVR ignoriert die Einigung der europäischen Automobilhersteller auf den Einbau von Antiblockiersystem (ABS) und Frontairbags und stattet auch den Sagaris nicht damit aus. Es gibt auch keine elektronische Fahrdynamikregelung (Elektronisches Stabilitätsprogramm, ESP).
Der Name Sagaris kommt von einer ursprünglich skythischen Streitaxt.

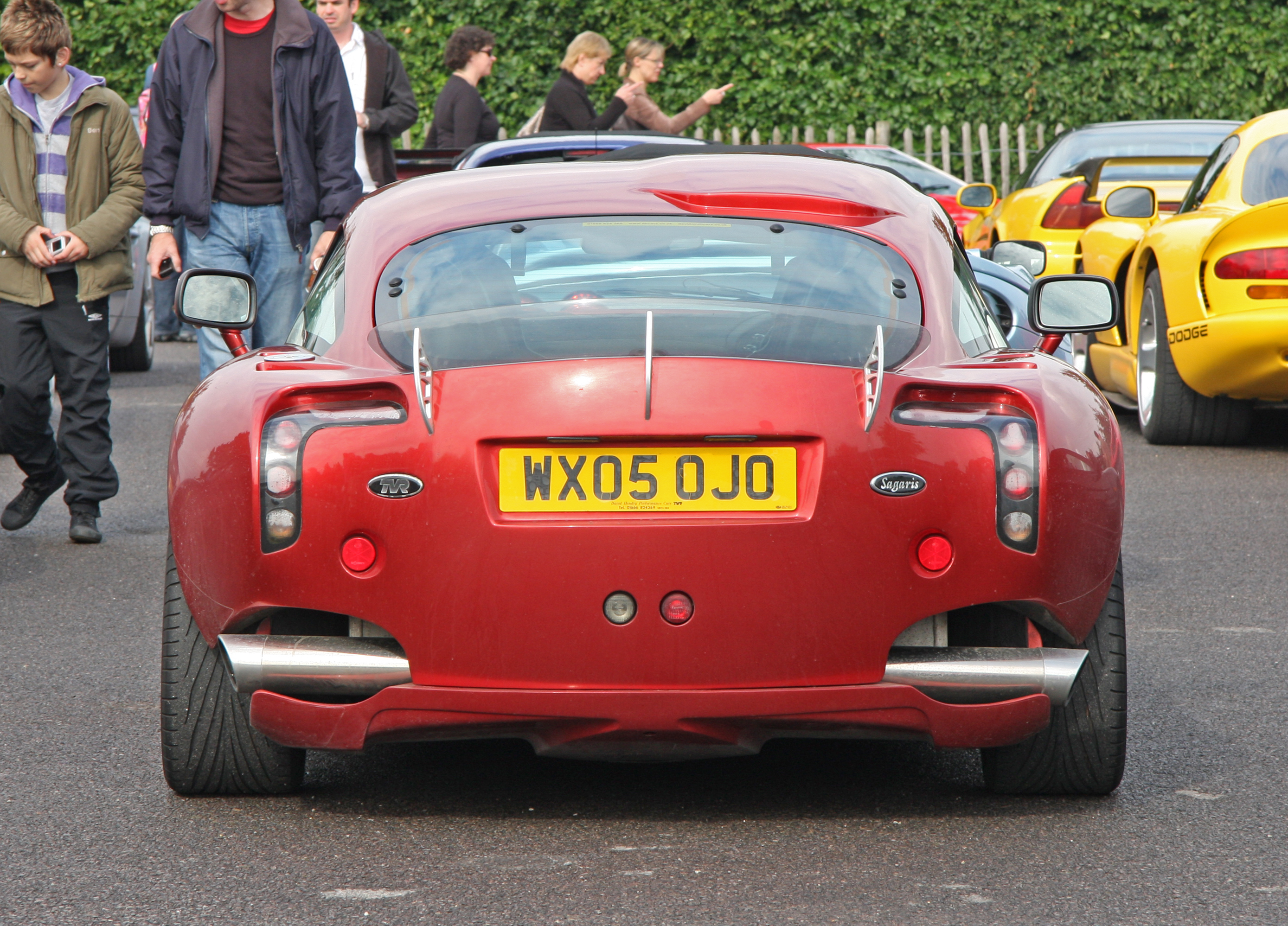
Heckansicht
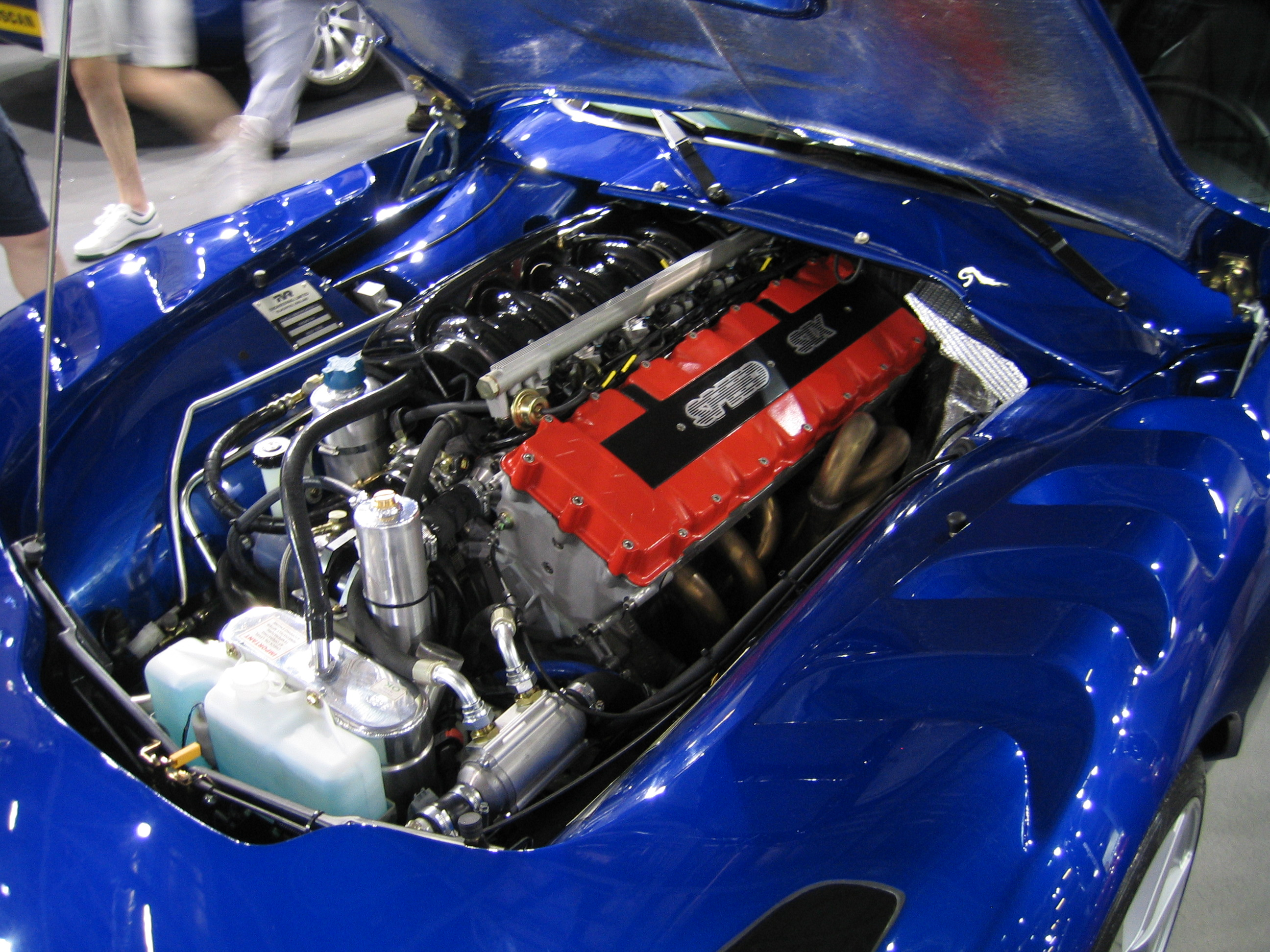
Motor
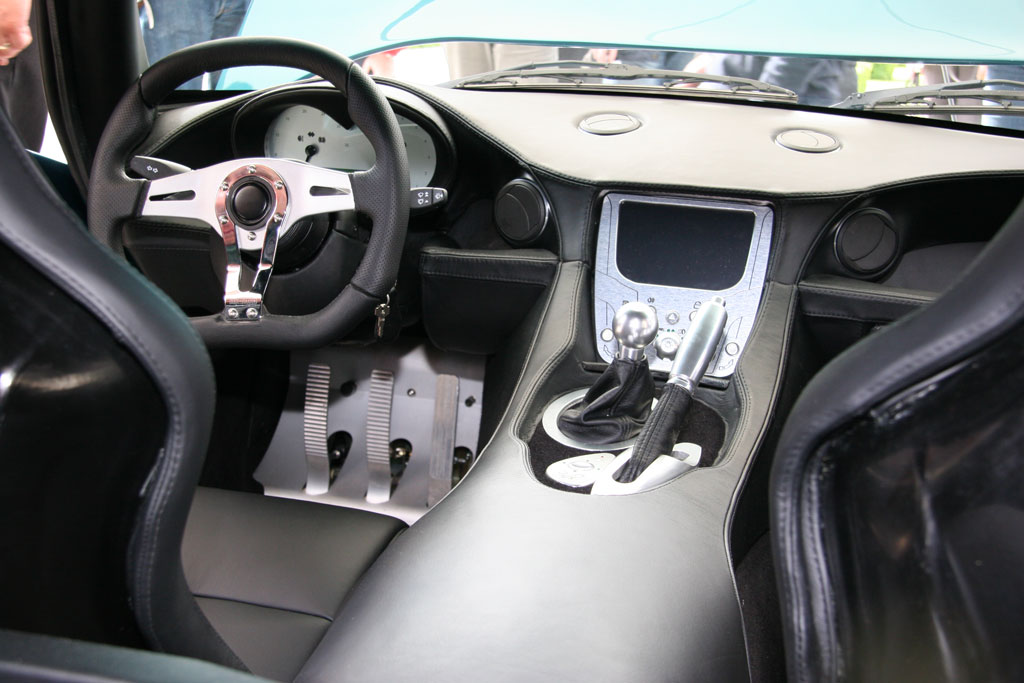
Interieur